# Casa Nova de Can Plana

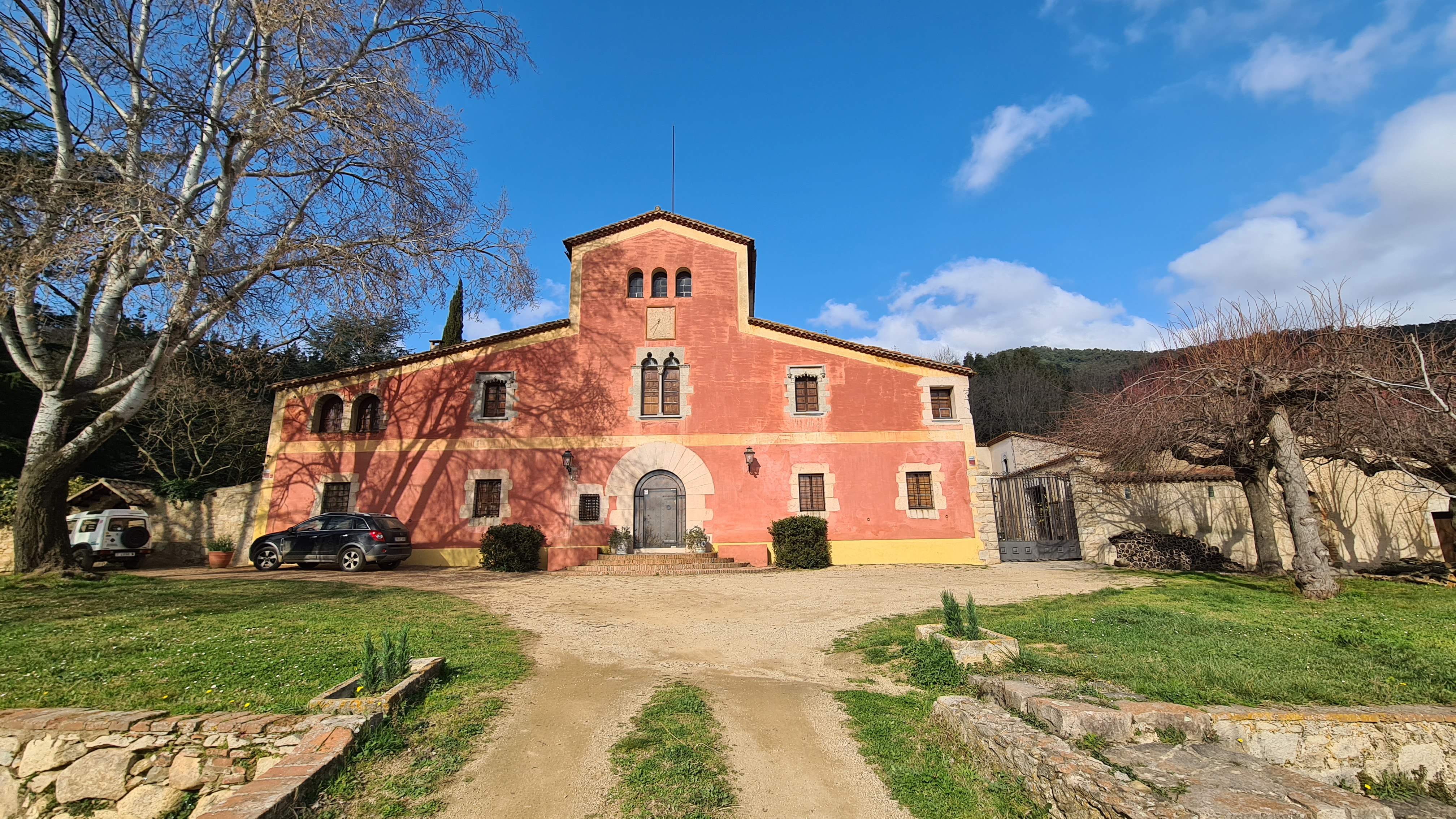
Can Plana s. XVIII (David Aguirre)

Casa Nova de Can Plana és una masia a la urbanització de Can Plana al terme de Riells i Viabrea (la Selva) protegida com a bé cultural d'interès local. La Casa Nova de Can Plana es troba dins l'àmbit de l'antiga finca de can Plana, on hi ha la casa principal. La casa nova estava habitada pels masovers. Els baixos s'utilitzaven en part com habitatge i la resta com a corral i quadres. Al primer pis hi havia les habitacions i altres cambres.
L'edificació de la casa nova consta d'un cos principal de forma lineal llindant al carrer d'accés amb planta baixa i primer pis; i una altra zona de planta baixa de forma quadrangular formant un conjunt de planta en "L", amb la coberta de teula a una sola aigua. La superfície construïda de la planta baixa és de 302,52 m² i la de la planta primera és de 245,63 m², amb un total de 548,15 m².
Les parets tenen un gruix d'uns 70 cm en la façana de maçoneria de pedra vista a l'exterior. Les finestres i portes són de carreus de pedra ben tallada. El sistema estructural horitzontal està format per sostres d'embigat de fusta encastat a parets de façana o interiors. La coberta consta de llata de fusta travessera a l'embigat, maó pla i teula àrab.
L'entrada és orientada a sud i al davant hi ha l'era i un pou annex al tester de la façana.
El Pla especial de can Plana de 1977 va qualificar aquests terrenys com a sòl urbanitzable. La casa nova havia de fer les funcions de bar restaurant de la urbanització i va patir modificacions que van alterar l'estructura original (embigats de formigó, arcs de maó per solucionar grans obertures, etc). Actualment és un edifici en desús i pendent de rehabilitació.